# Bohuslav Jeremiáš
Bohuslav Jeremiáš (1. května 1859 Řestoky – 18. ledna 1918 České Budějovice) byl český hudební skladatel, dirigent, sbormistr a pedagog.

## Život
Bohuslav Jeremiáš byl synem Josefa Aloise Jeremiáše, učitele a varhaníka v Řestokách u Chrudimi. Základní hudební vzdělání získal u svého otce. Studoval na gymnáziu v Hradci Králové, kde se aktivně zapojil do hudebního života. Vedl studentský sbor, zastupoval sbormistra pěveckého sdružení Slavjan atd. Složil učitelské zkoušky a krátce učil v Rosicích nad Labem, Trojovicích a v Hrochově Týnci. Účinkoval v amatérském symfonickém orchestru v Chrudimi.
V roce 1882 učitelského povolání zanechal a vstoupil na Varhanickou školu v Praze, kde studoval u Františka Skuherského. Kromě toho navštěvoval i hudební školu vedenou hudebním skladatelem Janem Waňausem. Po dokončení studia se v roce 1885 stal varhaníkem, ředitelem kůru a sokolským kapelníkem v Chocni. V Chocni se také oženil s učitelkou a zpěvačkou Vilmou Bakešovou. Měli dva syny Otakara a Jaroslava, kteří se oba stali významnými českými hudebními skladateli
Na přímluvu svého učitele Františka Skuherského získal místo ředitele kůru v kostele Narození Panny Marie v Písku. Kromě toho působil jako učitel zpěvu na píseckých středních školách. Účastnil se snah o reformu církevní hudby, stal se členem Cyrilské jednoty. V děkanském kostele uváděl špičkové chrámové skladby předních českých hudebních skladatelů (Skuherský, Josef Bohuslav Foerster, Pavel Křížkovský) i své vlastní. Mezi jinými uvedl i Stabat Mater Antonína Dvořáka.
Založil amatérský symfonický orchestr a mužský sbor Gregora. Sbor rozšířil na smíšený a s oběma tělesy pak uváděl vrcholná díla české i světové kantátové a oratorní tvorby. Mimo jiné uvedl Haydnovo Stvoření světa, Smetanovu Českou píseň a Dvořákovu Svatou Ludmilu, Svatební košile a Dědicové Bílé hory. Vedl hudební školu spolku Gregor a stal se i ředitelem České matiční hudební školy v Českých Budějovicích. Působil jako sbormistr a dirigent českobudějovického Hlaholu. Se svými syny vydával Hudební věstník Hlaholu a České hudební školy v Českých Budějovicích.
Jeho jméno nese ZUŠ v Českých Budějovicích – Základní umělecká škola B. Jeremiáše.
Zemřel v Českých Budějovicích 18. ledna 1918, je pohřben na hřbitově svaté Otýlie (hrobky II, č. 1). 29. března 1938 mu tam byla odhalena pamětní deska.

## Dílo
Komponoval převážně vokální skladby s vlasteneckým podtextem. V jeho díle je patrný vliv Bedřicha Smetany. Obzvláště cenná je jeho třídílná Škola zpěvu vycházející z intervalové metody a soudobých vědeckých poznatků. Mezi úspěšná pedagogická díla patří i Cvičebnice zpěvu pro střední školy.
Chrámové skladby
- Česká mše vánoční (op. 17)
- Vánoční zpěv pastýřů
- České requiem (op. 30)
- četné mše

Písně
- Píseň Zajmy
- Mně zdálo se (slova Julius Zeyer)
- Monolog starého vévody (slova Josef Svatopluk Machar)
- Starý mládenec

Sbory
- Mužské sbory (1896)
- Národu (slova Adolf Heyduk, 1899)
- Český sedlák
- Hej Slované
- Český prapor
- Věžník (1910)
- Kantáta Komenskému
- Jubilejní kantáta císaři
- Skloň Králi králů
- Ve žních

Mnoho dalších skladeb zůstalo v rukopise. Jeremiášova pozůstalost je uložena Jihočeském hudebním archivu v Českých Budějovicích.